# حنون الكبير
حنّون الكبير قد يشير الاسم إلى أي واحد من قادة الثلاثة المختلفين لقرطاجة القديمة، وفقًا لجيلبرت تشارلز بيكارد وكوليت بيكارد: حنّون الكبير الأول وحنّون الكبير الثاني، وحنّون الكبير الثالث. وفقًا لوارمنجتون، كان هناك ثلاثة شيوخ من قرطاج يدعون حنّو الذين حصلوا على نفس الاسم المستعار لكنه خمن أنه كان لقب عائلة أو مصطلح غير مفهومة جيدًا من قبل الكتاب اليونانيين أو الرومانيين القدماء. يناقش وارمنجتون اثنين منهم فقط (حنّوالأول والثاني لبيكاردس) لكنه لا يستخدم الأرقام الرومانية لهما. يذكر Lancel واحدًا فقط حنّو الكبير، البيكاردس «حنّون الأول». يشير إلى «حنّون الثاني» لكنه يطلق عليه ببساطة «حنّو».

## حنّون الكبير الأول
حنّون الكبير الأول هو سياسي وقائد عسكري قرطاجي من القرن الرابع قبل الميلاد.

## حنّون الكبير الثاني

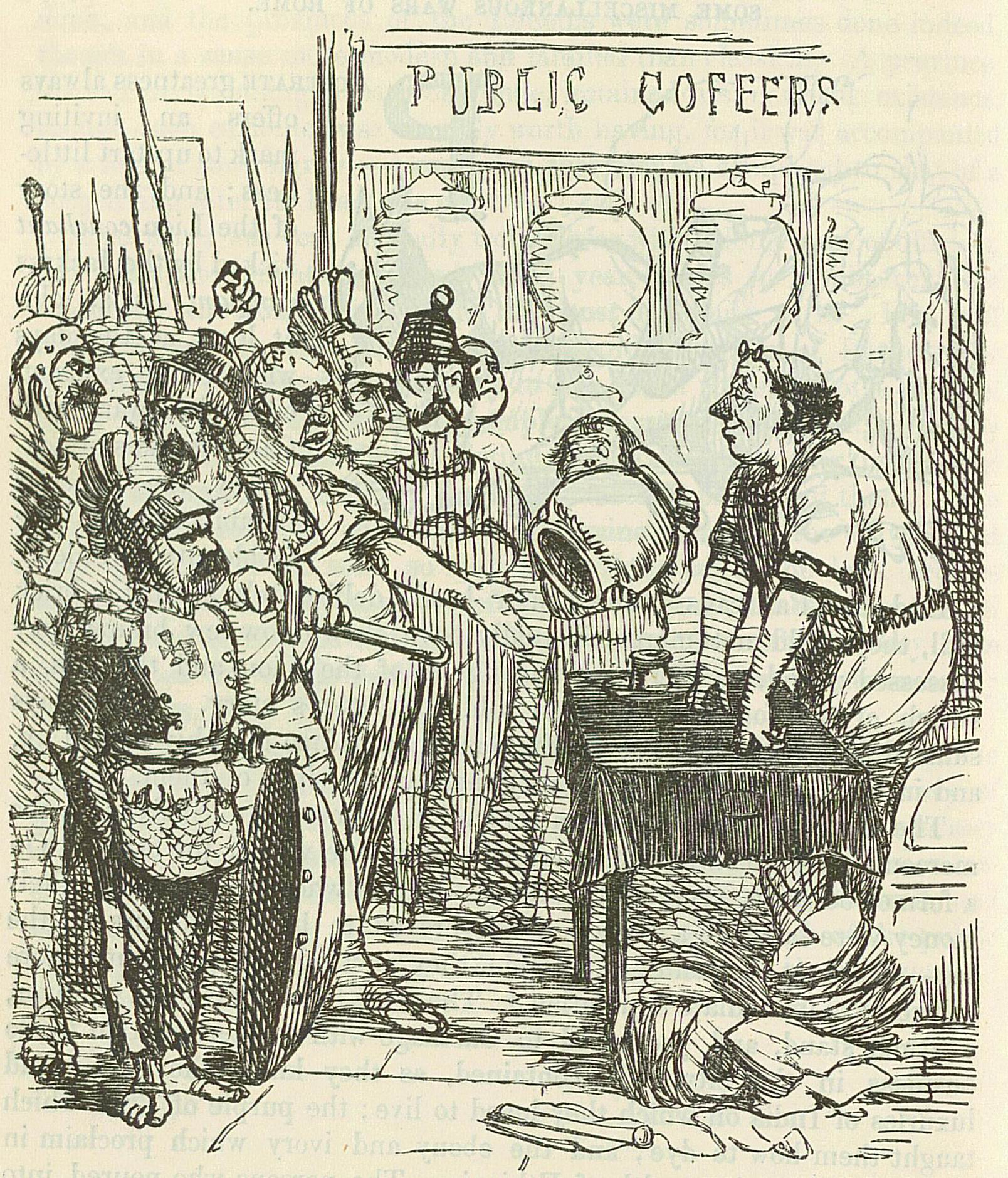
حنّو الكبير الثاني يُعلن لمرتزقة بأن الخزانة العامة فارغة ، وفقًا لتاريخ روما الهزلي بيكيت.

حنّون الكبير كان أرستقراطي قرطاجي ثريًا في القرن الثالث قبل الميلاد. قادهَ مع حملقار اسطول القوات القرطاجية اثناء معركة خليج إكنوموس ضد الجمهورية الرومانية.
استندت ثروات حنّون على الأرض التي كان يملكها في إفريقيا وشبه الجزيرة الإيبيرية، وخلال الحرب البونية الأولى قاد الفصيل في قرطاج الذي عارض استمرار الحرب ضد الجمهورية الرومانية. لقد فضل الاستمرار في احتلال الأراضي في إفريقيا بدلاً من خوض حرب بحرية ضد روما لا تجلب له أي مكسب شخصي. في هذه الجهود، عارضه القائد القرطاجي هملقار البرشلوني. قام حنّو بتسريح البحرية القرطاجية في عام 244 قبل الميلاد، مما أعطى روما الوقت لإعادة بناء قواتها البحرية وهزيمة قرطاج أخيرًا بحلول عام 241 قبل الميلاد.
تسبب في ثورة المرتزقة البربر برفضه صرف رواتبهم فكُلّف هو وهملقار بسحق هذه الثورة. ولكن الخلاف بين الرجلين وعجز حنّو على الصعيد العسكري أدّيا إلى انتصار المرتزقة. فتهادن الرجلان أمام هذا الخطر المحدق وتمكنا من إحراز النصر النهائي في 238 قبل الميلاد.
لُقب بالكبير نظرًا لانتصاراته الإفريقية على أعداء قرطاجة. أصلح حنّو مالية قرطاجة، وسعى إلى الحفاظ على السلم مع روما. فاستعمل نفوذه السياسي لمنع القرطاجيين من إرسال النجدات لهنيبعل خلال الحرب البونية الثانية. وفاوض شيبيو الإفريقي (201 ق م) بعد عودة هنيبعل وذهب حتى إلى القبول بتسليم هذا الأخير.

## حنّون الكبير الثالث
كان حنّون الكبير الثالث محافظًا سياسيًا في قرطاج خلال القرن الثاني قبل الميلاد.